# 6-Stunden-Rennen von Brands Hatch 1967

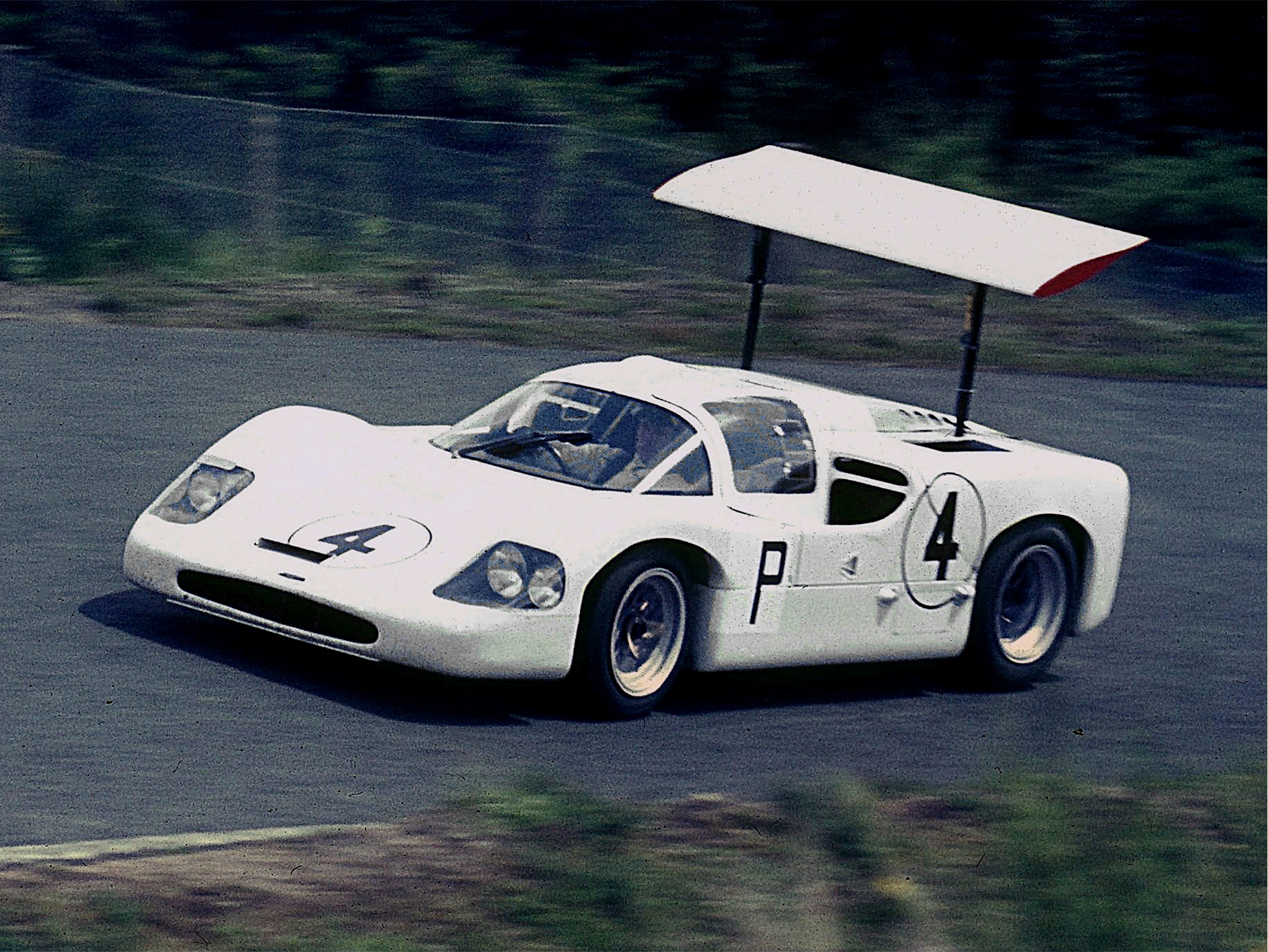
Chaparral 2F

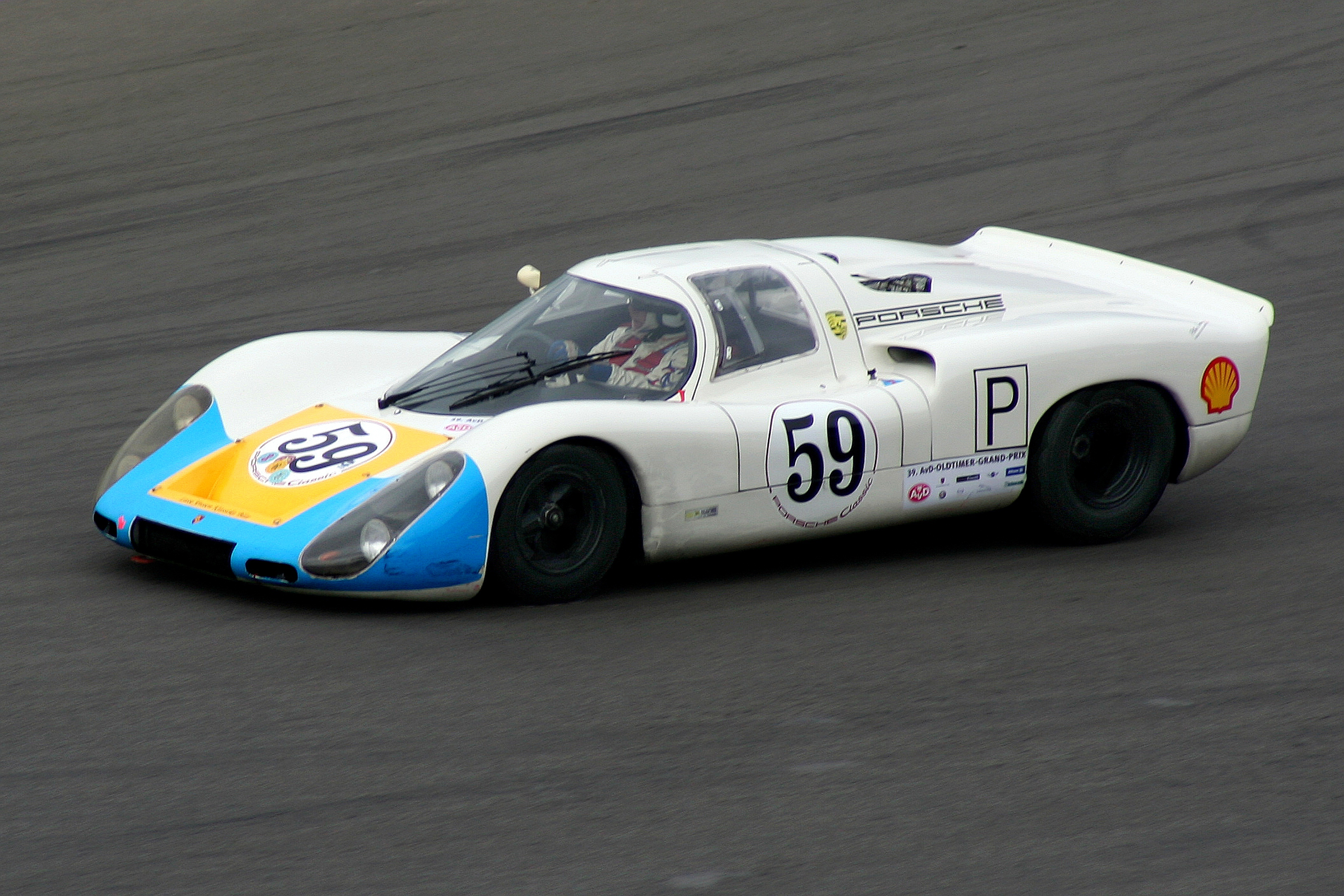
Porsche 907 2.2 Langheck

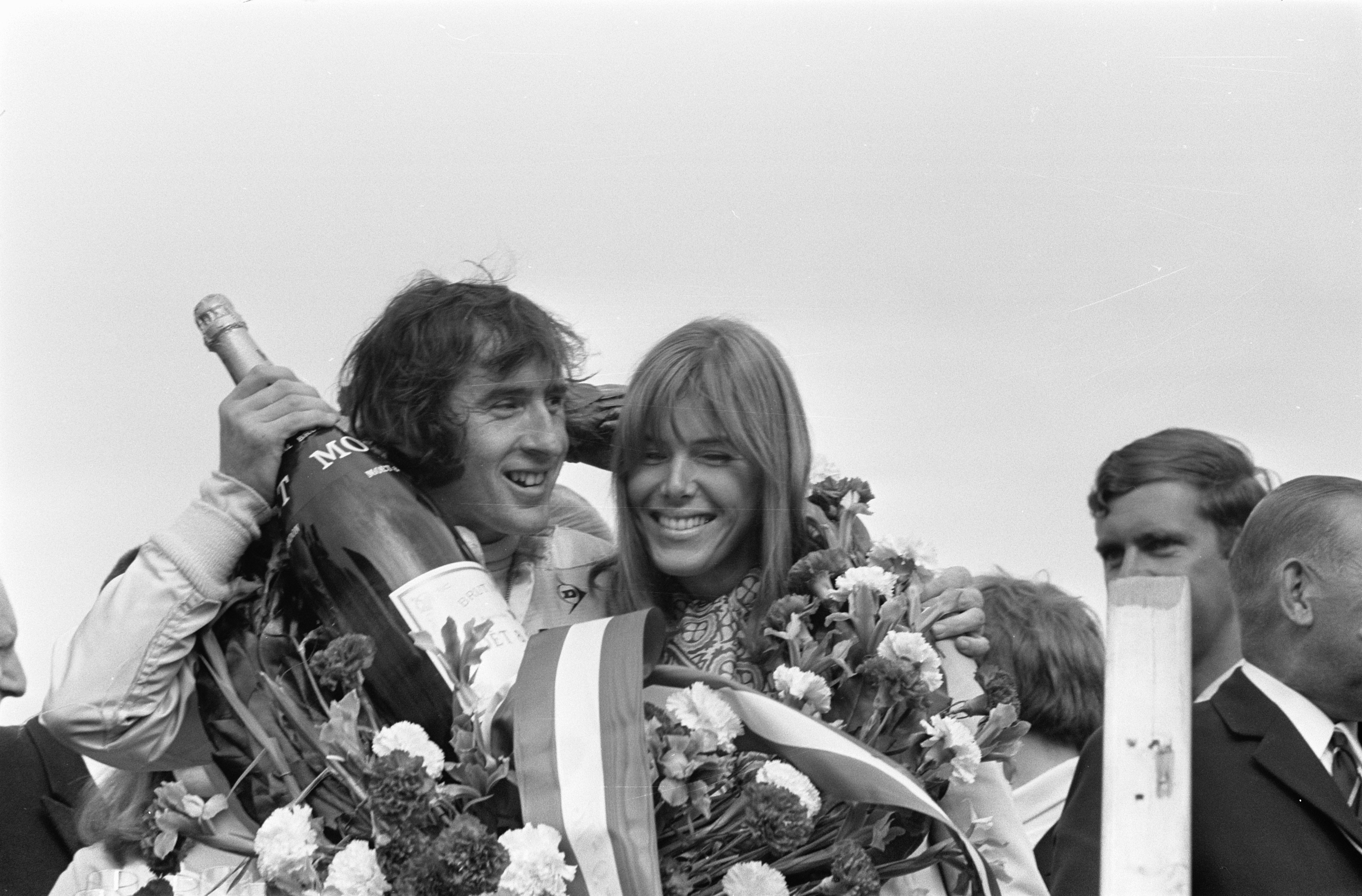
Jackie Stewart, hier mit seiner Frau Helen nach seinem Sieg beim Großen Preis der Niederlande 1969, hatte in Brands Hatch seinen einzigen Einsatz für die Scuderia Ferrari

Das 6-Stunden-Rennen von Brands Hatch 1967, auch BOAC International 500, Brands Hatch Circuit, fand am 30. Juli in Brands Hatch statt und war der zehnte Wertungslauf der Sportwagen-Weltmeisterschaft dieses Jahres.

## Vor dem Rennen
Nachdem die RAC Tourist Trophy nach dem Rennen 1965 den Weltmeisterschaftsstatus verloren hatte, gab es 1966 in Großbritannien keinen Sportwagen-Weltmeisterschaftslauf. Das änderte sich 1967, als in Brands Hatch zum ersten Mal ein Langstreckenrennen ausgefahren wurde. Mit einer Streckenlänge von 4,265 Kilometern war die Bahn die zweitkürzeste der Saison. Nur beim 500-km-Rennen auf dem Flughafen Zeltweg war die Runde mit 3,200 Kilometer noch kürzer.
Veranstaltet wurde das 6-Stunden-Rennen vom British Racing & Sports Car Club, der die British Overseas Airways Corporation, geleitet von Giles Guthrie, als Hauptsponsor gewinnen konnte. Die Entscheidung in der Prototypenklasse der Weltmeisterschaft musste in Brands Hatch fallen, da hier zum letzten Mal in diesem Jahr diese Fahrzeuge startberechtigt waren.
Der erste Saisonlauf, der auch für Prototypen ausgeschrieben wurde, war das 24-Stunden-Rennen von Daytona, das mit dem Sieg von Lorenzo Bandini und Chris Amon im Werks-Ferrari 330P4 endete. Beim 12-Stunden-Rennen von Sebring gelang Ford der erste Saisonsieg. Bruce McLaren und Mario Andretti gewannen im Ford GT40 MK.IV. In Monza gab es den zweiten Saisonsieg für Ferrari, eingefahren wieder von Amon und Bandini. Das für die Gesamtwertung der Weltmeisterschaft entscheidende Rennen war das 1000-km-Rennen von Spa-Francorchamps. Ford reklamierte die Punkte für den Sieg von Jacky Ickx und Dick Thompson im Mirage M1 für sich. Aus deren Sicht war der M1 ein Ford GT40. Die Verantwortlichen der FIA sahen im M1 jedoch einen eigenständigen Rennwagen und wiesen den Protest ab. Bei der Targa Florio gewann Porsche mit dem 910/8 und den Fahrern Paul Hawkins und Rolf Stommelen. Auch beim Nürburgring blieb Porsche erfolgreich; diesmal mit der Fahrerpaarung Udo Schütz/Joe Buzzetta. Beim Saisonhöhepunkt, dem 24-Stunden-Rennen von Le Mans, triumphierten die beiden US-Amerikaner Dan Gurney und A. J. Foyt für Ford. Porsches dritten Gesamtsieg des Jahres gab es beim 500-km-Rennen von Mugello.

## Das Rennen
Während Ford auf einen Werkseinsatz verzichtete, kamen die Werksteams von Ferrari und Porsche mit großem Aufgebot zum Rennen. Ferrari meldete drei P4-Coupés. Zu den Werkspiloten Chris Amon, Ludovico Scarfiotti, Peter Sutcliffe und Jonathan Williams kamen zwei neue Fahrer ins Team. Paul Hawkins hatte für Porsche im Mai die Targa Florio gewonnen, war die immer hörbaren Vorwürfe, er wäre zu langsam, jedoch leid geworden und wechselte zum italienischen Konkurrenten. Für den späteren dreifachen Formel-1-Weltmeister Jackie Stewart war der Start in Brands Hatch der einzige Werkseinsatz für Ferrari in seiner Karriere.
Fünf Wagen meldete Porsche. Zwei 910 mit 2,2-Liter-Achtzylinder-Motor für Jochen Rindt/Graham Hill und Jo Siffert/Bruce McLaren. Zwei 2-Liter-Sechszylinder-910 fuhren Vic Elford/Lucien Bianchi und Udo Schütz/Gerhard Koch. Der fünfte Wagen war ein 907 Langheck, der von Hans Herrmann und Jochen Neerpasch gefahren wurde.
Die Anfangsphase des Rennens dominierte John Surtees im Lola T70 Mk.3 GT, der im weiteren Verlauf des Rennens wegen eines Ventilschadens am Chevrolet-Motor abgestellt werden musste. Über mehrere Stunden lieferten sich die Werks-Ferrari- und Porsche Duelle um die Spitzenposition. Mit in die Auseinandersetzung verwickelt waren auch der Chaparral 2F von Mike Spence und Phil Hill sowie der Mirage M1 von Pedro Rodríguez und Dick Thompson. In der letzten Rennstunde konnte sich Phil Hill im Chaparral vom restlichen Feld absetzen und eine stabile Führung herausfahren. Das lag auch daran, dass der zweitplatzierte Amon im Ferrari keine großen Anstrengungen unternahm, Hill einzuholen. Ferrari reichte ein zweiter Rang zum Gewinn der Weltmeisterschaft und den steuerte Amon auch an. Nach sechs Rennstunden hatte der Chaparral einen Vorsprung von knapp einer Minute auf den Ferrari und Hill fuhr einen ungefährdeten Sieg ein.

## Ergebnisse

### Schlussklassement
| 1               | P + 2.0 | 1  | Chaparral Cars Inc.          | Mike Spence Phil Hill               | Chaparral 2F         | 211 |
| 2               | P + 2.0 | 6  | SpA Ferrari SEFAC            | Chris Amon Jackie Stewart           | Ferrari 330P4 Spyder | 211 |
| 3               | P + 2.0 | 11 | Porsche System Engineering   | Jo Siffert Bruce McLaren            | Porsche 910 2.2      | 209 |
| 4               | P + 2.0 | 12 | Porsche System Engineering   | Hans Herrmann Jochen Neerpasch      | Porsche 907 LH 2.2   | 206 |
| 5               | P + 2.0 | 7  | SpA Ferrari SEFAC            | Ludovico Scarfiotti Peter Sutcliffe | Ferrari 330P4 Spyder | 206 |
| 6               | P + 2.0 | 8  | SpA Ferrari SEFAC            | Paul Hawkins Jonathan Williams      | Ferrari 330P4 Spyder | 204 |
| 7               | P + 2.0 | 9  | Maranello Concessionaires    | Richard Attwood David Piper         | Ferrari 412P         | 202 |
| 8               | S 2.0   | 72 | A. G. Dean Racing Ltd.       | Tony Dean Ben Pon                   | Porsche 906          | 200 |
| 9               | P 2.0   | 29 | Lotus Components             | John Miles Jackie Oliver            | Lotus 47             | 197 |
| 10              | S + 2.0 | 55 | David Piper                  | Hugh Dibley Roy Pierpoint           | Ferrari 250LM        | 195 |
| 11              | P 2.0   | 25 | Porsche System Engineering   | Udo Schütz Jochen Rindt             | Porsche 910          | 195 |
| 12              | S + 2.0 | 53 | J. N. Cuthbert               | Eric Liddell Peter Gethin           | Ford GT40            | 193 |
| 13              | S 2.0   | 71 | Mike de Udy                  | Dieter Spoerry Rico Steinemann      | Porsche 906          | 192 |
| 14              | S + 2.0 | 59 | Terry Drury                  | Terry Drury Keith Holland           | Ford GT40            | 190 |
| 15              | P 2.0   | 27 | Robert Ashcroft Racing       | Digby Martland Brian Muir           | Chevron B6           | 189 |
| 16              | S + 2.0 | 52 | Peter Sutcliffe              | Julian Sutton Richard Bond          | Ford GT40            | 188 |
| 17              | S 2.0   | 73 | Midland Racing Partnership   | William Bradley Michael Costin      | Porsche 906          | 181 |
| 18              | S + 2.0 | 57 | David Prophet                | David Prophet Peter de Klerk        | Ferrari 250LM        | 179 |
| 19              | P 2.0   | 30 | Team Elite                   | Trevor Taylor David Preston         | Lotus 47             | 178 |
| Nicht klassiert |         |    |                              |                                     |                      |     |
| 20              | S 2.0   | 75 | Robert Gordon                | Peter Jackson Mike Crabtree         | Lotus Elan           |     |
| 21              | S 2.0   | 74 | Roger Enever                 | Roger Enever Alec Poole             | MGB                  |     |
| 22              | S + 2.0 | 58 | Ted Worswick                 | Ted Worswick Peter Clark            | Austin-Healey 3000   |     |
| 23              | S 2.0   | 76 | Keith Burnand                | Keith Burnand Peter Taggart         | Lotus Elan           |     |
| Ausgefallen     |         |    |                              |                                     |                      |     |
| 24              | P + 2.0 | 5  | Mike de Udy                  | Peter Westbury Mike de Udy          | Lola T70 Mk.3 GT     | 179 |
| 25              | S + 2.0 | 56 | Jeff Edmonds                 | John Fitzpatrick Jeff Edmonds       | Ferrari 250LM        | 175 |
| 26              | P 2.0   | 26 | Chevron Cars                 | John Cardwell Derek Bennett         | Chevron B6           | 172 |
| 27              | P + 2.0 | 2  | Lola Cars                    | John Surtees David Hobbs            | Lola T70 Mk.3 GT     | 171 |
| 28              | P 2.0   | 24 | Porsche System Engineering   | Vic Elford Lucien Bianchi           | Porsche 910          | 144 |
| 29              | P + 2.0 | 3  | J. W. Automotive Engineering | Pedro Rodríguez Dick Thompson       | Mirage M1            | 87  |
| 30              | P + 2.0 | 4  | Sid Taylor Racing            | Denny Hulme Jack Brabham            | Lola T70 Mk.3 GT     | 60  |
| 31              | P 2.0   | 32 | Chris Barber                 | John Hine Keith Greene              | Lotus 47             | 56  |
| 32              | P + 2.0 | 10 | Porsche System Engineering   | Graham Hill Jochen Rindt            | Porsche 910 2.2      | 27  |
| 33              | P 2.0   | 31 | Team Abarth                  | Chris Ashmore Peter Mould           | Abarth 2000 OT       | 18  |
| 34              | S + 2.0 | 51 | Charles Lucas Engineering    | Charles Lucas Roy Pike              | Ford GT40            | 10  |
| 35              | P 2.0   | 28 | David Bridges                | Brian Redman Chris Williams         | Chevron B5           | 1   |
| Nicht gestartet |         |    |                              |                                     |                      |     |
| 36              | S + 2.0 | 54 | Colin Crabbe                 | Dave Charlton Colin Crabbe          | Ford GT40            | 1   |
| 37              | S + 2.0 | 60 | George Drummond              | Rollo Fielding Peter Clarke         | Ferrari 250LM        | 2   |
| 38              | P + 2.0 | T  | Porsche System Engineering   | Vic Elford                          | Porsche 910/8        | 3   |

1 Unfall im Training
2 nicht gestartet
3 Trainingswagen

### Nur in der Meldeliste
Hier finden sich Teams, Fahrer und Fahrzeuge, die ursprünglich für das Rennen gemeldet waren, aber aus den unterschiedlichsten Gründen daran nicht teilnahmen.
| Pos. | Klasse | Nr. | Team         | Fahrer                           | Chassis         |
| ---- | ------ | --- | ------------ | -------------------------------- | --------------- |
| 39   | P 2.0  | 21  | Autodelta    | Andrea de Adamich Ignazio Giunti | Alfa Romeo T33  |
| 40   | P 2.0  | 22  | Autodelta    | Lucien Bianchi Nanni Galli       | Alfa Romeo T33  |
| 41   | P 2.0  | 23  | Autodelta    | Giancarlo Baghetti Spartaco Dini | Alfa Romeo T33  |
| 42   | S 2.0  | 77  | Mefco Racing | John Morris Martin Hone          | Porsche 904 GTS |
| 43   | S 2.0  | 78  | Chris Barber | Bill Dryden Don Marriott         | Lotus Elan      |

### Klassensieger
| Klasse  | Fahrer      | Fahrer        | Fahrzeug      | Platzierung im Gesamtklassement |
| ------- | ----------- | ------------- | ------------- | ------------------------------- |
| P + 2.0 | Mike Spence | Phil Hill     | Chaparral 2F  | Gesamtsieg                      |
| P 2.0   | John Miles  | Jackie Oliver | Lotus 47      | Rang 9                          |
| S + 2.0 | Hugh Dibley | Roy Pierpoint | Ferrari 250LM | Rang 10                         |
| S 2.0   | Tony Dean   | Ben Pon       | Porsche 906   | Rang 8                          |

### Renndaten
- Gemeldet: 43
- Gestartet: 35
- Gewertet: 19
- Rennklassen: 4
- Zuschauer: unbekannt
- Wetter am Renntag: wolkig und warm
- Streckenlänge: 4,265 km
- Fahrzeit des Siegerteams: 6:00:26,000 Stunden
- Gesamtrunden des Siegerteams: 211
- Gesamtdistanz des Siegerteams: 899,863 km
- Siegerschnitt: 149,797 km/h
- Pole Position: Denny Hulme – Lola T70 Mk.3 GT (#4) – 1:36,600 = 158,935 km/h
- Schnellste Rennrunde: Denny Hulme – Lola T70 Mk.3 GT (#4) – 1:37,200 = 157,954 km/h
- Rennserie: 10. Lauf zur Sportwagen-Weltmeisterschaft 1967